# Батиньков, Сергей Алексеевич
Серге́й Алексе́евич Батинько́в (24 июля 1920 года, Семипалатинск, РСФСР — 13 марта 1985 года, Москва, РСФСР, СССР) — советский офицер, участник Великой Отечественной войны, командир эскадрильи 208-го штурмового авиационного полка 227-й штурмовой авиационной дивизии 8-го штурмового авиационного корпуса 8-й воздушной армии 4-го Украинского фронта, капитан.
Герой Советского Союза (29.06.1945), полковник запаса (с 1975 года).

## Жизнеописание
Родился 24 июля 1920 года в Семипалатинске в составе РСФСР (ныне Казахстан) в семье служащего, Алексея Фёдоровича Батенькова и Татьяны Макаровны Печкиной, внучки польского шляхтича Александра Печинского (?-1872), сосланного за участие в польском национально-освободительном восстании против самодержавия в Царстве Польском 1864 года в Сибирь. Будучи потомком людей разных языков, народов и вероисповеданий крещён в православную веру, по национальности и родному языку русский. 
С 1923 по 1932 проживал в городе Глазов. Окончил среднюю школу.
В 1940 году призван в ряды Красной Армии. 
В 1942 году окончил военно-авиационную школу. В боях Великой Отечественной войны с июля 1942 года. Член ВКП(б) с 1943 года.
Командир эскадрильи 208-го штурмового авиационного полка капитан С. А. Батиньков к марту 1945 года совершил 129 боевых вылетов на Ил-2 на штурмовку аэродромов, железнодорожных эшелонов, переправ, скоплений войск противника, нанеся ему значительный урон. Всего совершил 157 боевых вылетов.
Указом Президиума Верховного Совета СССР от 29 июня 1945 года за мужество и героизм, проявленные при уничтожении живой силы и техники противника капитану Сергею Алексеевичу Батинькову присвоено звание Героя Советского Союза с вручением ордена Ленина и медали «Золотая Звезда» (№ 8054).
После окончания Великой Отечественной войны продолжал службу в Советской Армии. В 1951 году окончил Военно-Воздушную академию. Работал преподавателем.
С 1975 года полковник С. А. Батиньков — в запасе. Жил в Москве. Скончался 13 марта 1985 года.

## Награды
- Медаль «Золотая Звезда» Героя Советского Союза (№ 8054)
- Орден Ленина
- Три ордена Красного Знамени
- Два ордена Отечественной войны I степени
- Орден Отечественной войны II степени
- Орден Красной Звезды
- Орден «За службу Родине в Вооружённых Силах СССР» III степени
- Медали, в том числе:
  - «За боевые заслуги»
  - «За воинскую доблесть. В ознаменование 100-летия со дня рождения Владимира Ильича Ленина»
  - «За победу над Германией в Великой Отечественной войне 1941—1945 гг.»
  - «За освобождение Праги»
  - «Ветеран Вооружённых Сил СССР»
  - «За безупречную службу» I степени»
- Медаль «За храбрость перед врагом» (ЧССР)

## Память
- Похоронен в Москве на Кунцевском кладбище (участок 9-2).